# Anneliese Seonbuchner
Anneliese Seonbuchner po mężu Keilitz (ur. 13 września 1929 w Norymberdze, zm. 20 listopada 2020 tamże) – niemiecka lekkoatletka, płotkarka, wicemistrzyni Europy z 1954. W czasie swojej kariery reprezentowała Republikę Federalną Niemiec.
Zaczęła uprawianie sportu od gimnastyki, lecz później zajęła się wyczynowo lekkoatletyką. Była wszechstronną lekkoatletką, choć największe sukcesy odniosła w biegu na 80 metrów przez płotki. Zajęła 4. miejsce w tej konkurencji na igrzyskach olimpijskich w 1952 w Helsinkach.
Zdobyła srebrny medal w tej konkurencji na mistrzostwach Europy w 1954 w Bernie, za Marią Gołubniczą ze Związku Radzieckiego, a przed Pam Seaborne z Wielkiej Brytanii.
Była mistrzynią RFN w biegu na 80 metrów przez płotki w 1950, wicemistrzynią w latach 1951–1953 oraz brązową medalistką w 1954. W skoku w dal była mistrzynią RFN w 1953 oraz wicemistrzynią w 1955 i 1957. Zdobyła również srebrne medale w 1952, 1956 i 1958 oraz brązowy medal w 1957 w pięcioboju, a także złoty medal w sztafecie 4 × 100 metrów w 1957. W hali była mistrzynią RFN w biegu na 60 metrów przez płotki w 1954 i 1955 oraz wicemistrzynią w 1956, a także wicemistrzynią w skoku w dal w 1954.
15 sierpnia 1954 w Ludwigshafen wyrównała rekord RFN w biegu na 80 metrów przez płotki czasem 11,1 s.
Rekordy życiowe Seonbuchner:
| Konkurencja                    | Data i miejsce                | Wynik    |
| ------------------------------ | ----------------------------- | -------- |
| bieg na 100 metrów             | 5 lipca 1953, Norymberga      | 12,1 s   |
| bieg na 80 metrów przez płotki | 31 sierpnia 1958, Ludwigsburg | 11,0 s   |
| skok w dal                     | 8 września 1957, Lindau       | 6,15 m   |
| pięciobój                      | 31 sierpnia 1958, Ludwigsburg | 4480 pkt |

Po zakończeniu kariery lekkoatletycznej w 1958 uprawiała fistball.